# Láng Nándor
Láng Nándor (Deliblát, 1871. január 3. – Budapest, 1952. március 17.) magyar régész, művészettörténész, klasszika-filológus, a Magyar Tudományos Akadémia levelező (1911), rendes (1936), majd tiszteleti (1943) tagja. A római kori Pannonia képzőművészeti és kultikus emlékeinek kiváló ismerője, az ókori görög művészet elismert kutatója volt. 1914-től 1932-ig vezette a Debreceni Magyar Királyi Tudományegyetem latin klasszika-filológiai tanszékét.

## Életútja
Fehértemplomban végezte el a gimnáziumot, majd 1888-tól a Budapesti Tudományegyetemen folytatott klasszika-filológiai, régészeti és művészettörténeti tanulmányokat. 1892-ben művészettörténetből bölcsészdoktori képesítést, 1894-ben pedig latin–görög szakos tanári oklevelet szerzett. 1893–1894-ben a nagyszebeni főgimnáziumban oktatott helyettes tanárként. Ezt követően 1894–1895-ben ösztöndíjjal régészeti tanulmányúton járt Párizsban, emellett angliai, belgiumi és németországi múzeumokat is felkeresett. 1895-től tizennégy évig a Budapesti II. Kerületi Egyetemi Katolikus Gimnáziumban oktatott, eleinte mint helyettes tanár, 1896-tól pedig mint véglegesített, rendes tanár. 1908-ban a Budapesti Tudományegyetemen a görög archeológia magántanárává habilitált, ezzel párhuzamosan 1909 és 1914 között a Budapesti Magyar Királyi Középiskolai Tanárképző Intézet gyakorlógimnáziumában oktatott. 1914-ben a Debreceni Magyar Királyi Tudományegyetemre nevezték ki a latin klasszika-filológia nyilvános rendes tanárává, illetve az archeológia szakelőadójává, ahol 1932-es nyugdíjazásáig tanított. 1915–1916-ban a bölcsészet-, nyelv- és történettudományi kar dékánja volt, 1916–1917-ben pedig a debreceni egyetem rektori tisztségét is ellátta.

## Munkássága
Pályája során főként az Aquincumban előkerült római kori leletek, terrakották, szobrok művészet- és művelődéstörténeti hátterével foglalkozott. Emellett behatóan tanulmányozta az ókori görög művészet történetét, a pannoniai Jupiter Dolichenus-kultusz tárgyi emlékeit, valamint számottevőek epigráfiai eredményei is. Több ízben járt külföldi régészeti tanulmányutakon, például Olaszországban, Görögországban és Törökországban.
Régészeti, művészettörténeti és klasszika-filológiai tanulmányai szakfolyóiratokban jelentek meg, 107 szócikket írt a Pecz Vilmos szerkesztette Ókori lexikonba (1902–1904). 1905-től 1914-ig szerkesztette az Egyetemes Philologiai Közlönyt, 1946-tól 1948-ig pedig az Archaeologiai Értesítőt.

### Társasági tagságai és elismerései
A Magyar Tudományos Akadémia 1911-ben levelező, 1936-ban rendes, végül 1943-ban tiszteleti tagjává választotta. Több bizottsági tisztséget viselt az Akadémián: 1917-től 1945-ig a keleti bizottság tagja, 1933-tól 1937-ig az archeológiai bizottság előadója, majd 1938-tól 1949-ig elnöke, 1932 és 1944 között a római magyar történeti intézeti bizottság tagja volt. Az Akadémia szervezeti átalakításakor, 1949-ben tiszteleti tagságától megfosztották, és rendes taggá minősítették vissza.
1916-ban a Szent István Akadémia rendes, 1951-ben tiszteleti tagjává választották. Tiszteletbeli tagja volt az Országos Magyar Régészeti és Művészettörténeti Társulatnak, 1921 után osztályelnöki feladatokat látott el a Debreceni Tisza István Tudományos Társaságban. 1940-ig a Budapesti Filológiai Társaság elnöki tisztét töltötte be, 1941-ben pedig a társaság tiszteleti tagja lett. A magyar tudományosságot képviselte több külföldi társaságban is, így például 1927-ben a Német Régészeti Intézet (Deutsches Archäologisches Institut) rendes tagja, illetve a belgrádi Régészeti Intézet (Arheološki institut) levelező tagja lett.
Klasszika-archeológiai munkásságáért 1942-ben elsőként kapta meg a Magyar Régészeti és Művészettörténeti Társulat Rómer Flóris-emlékérmét. 1922-ben a Padovai Tudományegyetem díszdoktorává avatták.

## Főbb művei
- Analecta ad latinitatis Hungarorum dictionarium. Budapest. 1892
- Epidauros. Budapest. 1902
- Odysseus hazája. Budapest. 1902
- A görög művészet története. In: A művészetek története a legrégibb időktől a XIX. század végéig I. Szerk. Beöthy Zsolt. Budapest. 1905
- Figurális terrakották az aquincumi múzeumban. Budapest. 1906
- Az ősgörög műveltség és Homeros. In: Beöthy Zsolt-emlékkönyv. Budapest. 1908
- A Dolichenus-kultusz emlékei. Budapest. 1923
- A savariai Dolichenus-csoportozat. Budapest. 1944
- Egy pannóniai föliratról: Az ábécés föliratok értelmezése. Budapest. 1946

## További irodalom
- Oroszlán Zoltán: Láng Nándor. In: Archaeológiai Értesítő 1952
- Moravcsik Gyula: Láng Nándor. In: Akadémiai Értesítő 1952
- Marót Károly: Láng Nándor. In: Antik Tanulmányok 1954
- Gesztelyi Tamás: Die wissenschaftliche Laufbahn des Nándor Láng. Acta Classica Universitatis Scientiarum Debreceniensis 19 (1983) 7-11.
- Darab Ágnes: Die literarische Tätigkeit von Nándor Láng. Acta Classica Universitatis Scientiarum Debreceniensis 19 (1983) 12-15.
- Gesztelyi Tamás: Láng Nándor, az első bölcsész rektor élete és munkássága. Gerundium 2/1-2 (2011) 32-40.

1. ↑  https://epa.oszk.hu/00000/00003/00030/fuggelek.html